# Ouders Vrucht (Soesterberg)
Ouders Vrucht is een gemeentelijk monument aan de Van der Griendtlaan 11 in Soesterberg in de provincie Utrecht.
Naast de langhuisboerderij staat een bakhuis uit ongeveer 1870 en een waterput die vroeger in het woonhuis stond. Voor het gebouw aan wat destijds de Postweg heette staan twee leilinden. Aan weerszijden van de voordeur in de symmetrische voorgevel bevindt zich een zesruits schuifvenster met groene luiken.
Binnen zijn twee tegeltableaus, een schouw en twee bedsteden bewaard gebleven uit de tijd van de bouw. In de vroegere boter- en kaaskamer ligt een plavuizen vloer.